# Шакалин, Виктор Иванович
Виктор Иванович Шакалин (род. 13 августа 1958, Красноярск) — защитник и тренер по хоккею с мячом, четырёхкратный чемпион мира, Заслуженный мастер спорта СССР (1985).

## Биография
В. И. Шакалин начал играть в хоккей с мячом в 1967 году в детской команде «Бригантина». С 1971 года занимался в молодёжной команде «Енисей». С 1975 года — игрок основного состава.
По мнению многих экспертов, лучший защитник в истории отечественного хоккея с мячом. Все годы выступлений был столпом обороны «Енисея». Отлично владел коньками и клюшкой, благодаря маневренности, хорошему катанию спиной к воротам, умению выбирать позицию для отбора мяча успешно разрушал атаки соперников, своевременно подстраховывал партнёров по обороне. Действовал в единоборствах цепко, но в рамках правил, уверенно играл с лёта, с пользой для команды подключался к атакам.
С 1981 года привлекался в сборную. С 1988 года и до завершения выступления в сборной России в 1999 году был её капитаном. Является рекордсменом по количеству игр, проведенных за сборную — 161.

## После окончания игровой карьеры
После окончания игровой карьеры был главным тренером «Катринехольма» (2003/04 и 2005/06). В 2000 году тренировал сборную России.
Живёт в Катрихольме (Швеция).

## Спортивные достижения
- Чемпион СССР среди юниоров — 1976
- Чемпион СССР — 1980, 1981, 1982, 1983, 1984, 1985, 1986, 1987, 1988, 1989
- Вице-чемпион СССР — 1990
- Бронзовый призёр чемпионата СССР — 1978
- Обладатель Кубка Европейских чемпионов — 1980, 1983, 1986, 1987, 1988, 1989
- Обладатель Кубка мира — 1982, 1984
- Обладатель Кубка СССР — 1984
- Обладатель Суперкубка — 1984
- Обладатель Алюминиевого кубка — 1988
- Включался в список 22 лучших игроков сезона 10 раз — 1980, 1981, 1982, 1983, 1984, 1985, 1986, 1987, 1988, 1989
- Признавался лучшим защитников сезона 10 раз — 1980, 1981, 1982, 1983, 1984, 1985, 1986, 1987, 1988, 1989
- Чемпион Финляндии — 1992
- Чемпион мира — 1985, 1989, 1991, 1999
- Вице-чемпион мира — 1981, 1983, 1993, 1995, 1997
- Бронзовый призёр чемпионата мира — 1987
- Признавался лучшим защитником чемпионатов мира 1995 и 1999
- Входил в символическую сборную чемпионатов мира 1985 и 1999
- Награждён юбилейной медалью к 30-летию ИФБ (1985)